# 福州软件职业技术学院
福州软件职业技术学院是中华人民共和国的一所全日制专科民办普通高等职业学校，位于福建省福州市长乐区滨江滨海路168号（海西动漫城）。
福州软件职业技术学院是经福建省人民政府批准建立，创办的一所民办高职院校。2012年，网龙网络有限公司正式入主学院办学。
学院坚持“以数字为基础”“以设计为导向”的办学理念，倡导艺术与技术融合，秉承“厚德笃行、励学强技”校训，确立“立足福州，面向福建，辐射全国，服务数字产业”的办学定位，以“校企一体化办学”为发展理念和路径，着力为福州“数字经济”、“数字福建”的建设，培养以“互联网+”为主体的研发、设计、运营一线高素质技术技能型人才。学院设有智能产业学院、游戏产业学院、容艺影视产业学院、建筑工程系、经济管理系和公共基础部6个二级教学单位。专业规划与建设对接福州经济和产业发展，形成与福州新区和海上丝绸之路核心区、自贸区建设需求的主导产业、新一代信息产业、现代服务业等相对接的专业体系，逐步形成涵盖以电子信息大类、文化艺术大类为主，土木建筑大类（BIM方向）、财经商贸大类为两翼，建设软件技术、人工智能、动漫游戏、VR技术、融媒体、建筑工程、现代商贸等七大专业群，已初步形成以全日制高等职业教育、五年制职业教育（中高对接）、“二元制”人才培养职业教育等多种类型人才培养模式的职业教育体系，为福州“数字经济”、“数字福建”的建设培养高素质技术技能型人才。